# Europese kampioenschappen kunstschaatsen 1958
De Europese Kampioenschappen kunstschaatsen zijn wedstrijden die samen een jaarlijks terugkerend evenement vormen, georganiseerd door de Internationale Schaatsunie (ISU).
De kampioenschappen van 1958 vonden plaats van 30 januari tot en met 2 februari in Bratislava. Het was de eerste keer dat een EK kampioenschap in Bratislava plaatsvond, Het was de zesde keer dat een EK kampioenschap in Tsjecho-Slowakije plaatsvond, eerder waren Troppau (1928, mannen en 1938, paren) en de hoofdstad Praag (1934, vrouwen en paren, 1939, 1948) gaststad voor de kampioenschappen.
Voor de mannen was het de 50e editie, voor de vrouwen en paren was het de 22e editie en voor de ijsdansers de vijfde editie.

## Historie
De Duitse en Oostenrijkse schaatsbond, verenigd in de "Deutscher und Österreichischer Eislaufverband", organiseerden zowel het eerste EK Schaatsen voor mannen als het eerste EK Kunstschaatsen voor mannen in 1891 in Hamburg, in toen nog het Duitse Keizerrijk, nog voor het ISU in 1892 werd opgericht. De internationale schaatsbond nam in 1892 de organisatie van het EK kunstschaatsen over. In 1895 werd besloten voortaan het WK kunstschaatsen te organiseren en kwam het EK te vervallen. In 1898, na twee jaar onderbreking, vond toch weer een herstart plaats van het EK kunstschaatsen.
De vrouwen en paren zouden vanaf 1930 jaarlijks om de Europese titel strijden. De ijsdansers streden vanaf 1954 om de Europese titel in het kunstschaatsen.

## Deelname
Er namen deelnemers uit elf landen deel aan deze kampioenschappen. Zij vulden een recordaantal van 70 startplaatsen (drie meer dan in 1957) in de vier disciplines in.
Voor Nederland namen Joan Haanappel (voor de vierde keer), Sjoukje Dijkstra (voor de derde keer) en debutante Jeannine Ferir deel in het vrouwentoernooi. Wouter Toledo was de eerste vertegenwoordiger namens Nederland in het mannentoernooi. Catharina Odink / Jacobus Odink kwamen voor de vierde keer uit bij het ijsdansen.
(Tussen haakjes het totaal aantal startplaatsen over de disciplines.)
| Oostenrijk (13) Tsjecho-Slowakije (10) West-Duitsland (10) Verenigd Koninkrijk (7) | Frankrijk (6) Hongarije (6) Sovjet-Unie (6) Nederland (5) | Polen (4) Zwitserland (2) Italië (1) |

## Medaille verdeling
Bij de mannen werd Karol Divín de 22e man en de eerste Tsjechoslowaak die de Europese titel bij het kunstschaatsen veroverde. Het was zijn vijfde medaille, van 1954-1956 eindigde hij op de derde plaats en in 1957 werd hij tweede. Alain Giletti werd de afgelopen drie jaar Europees kampioen, dit jaar werd hij, net als in 1953 en 1954, tweede. Zijn landgenoot Alain Calmat op de derde plaats veroverde zijn eerste medaille.
Bij de vrouwen werd Ingrid Wendl opnieuw Europees kampioene, ook in 1956 behaalde zij deze titel, het was haar derde medaille, in 1957 werd ze tweede. Hanna Walter op de tweede plaats veroverde haar tweede medaille, in 1957 werd zij derde. Joan Haanappel op plaats drie veroverde de eerste medaille voor Nederland bij het EK kunstschaatsen.
Bij de paren prolongeerde het duo Vera Suchánková / Zdeněk Doležal de Europese titel, het was hun derde medaille, in 1955 werden ze derde. Nina Zjoek-Bakoesjeva / Stanislav Zjoek op plaats twee veroverden de eerste medaille voor de Sovjet-Unie bij het EK kunstschaatsen. Joyce Coates / Anthony Holles op plaats drie veroverden ook hun eerste medaille.
Bij het ijsdansen stonden net als de vier voorgaande edities drie Britse dansparen op het erepodium, het waren dezelfde paren als in 1957, alleen de plaatsen twee en drie werden anders ingevuld. June Markham / Courtney Jones prolongeerden hun Europese titel. Catherine Morris / Michael Robinson op plaats twee veroverden hun tweede medaille, in 1957 werden ze derde. Barbara Thompson / Gerard Rigby op de derde plaats veroverden hun derde medaille, in 1956 werden ze ook derde en in 1957 tweede.
| Discipline | Goud                             | Zilver                                  | Brons                           |
| ---------- | -------------------------------- | --------------------------------------- | ------------------------------- |
| Mannen     | Karol Divín                      | Alain Giletti                           | Alain Calmat                    |
| Vrouwen    | Ingrid Wendl                     | Hanna Walter                            | Joan Haanappel                  |
| Paren      | Vera Suchánková / Zdeněk Doležal | Nina Zjoek-Bakoesjeva / Stanislav Zjoek | Joyce Coates / Anthony Holles   |
| IJsdansen  | June Markham / Courtney Jones    | Catherine Morris / Michael Robinson     | Barbara Thompson / Gerard Rigby |

## Uitslagen
| #      | naam (deelname)           | land                         | pc |
| ------ | ------------------------- | ---------------------------- | -- |
| Goud   | Karol Divín (5)           | Vlag van Tsjechië            |    |
| Zilver | Alain Giletti (7)         | Vlag van Frankrijk           |    |
| Brons  | Alain Calmat (5)          | Vlag van Frankrijk           |    |
| 4      | Michael Booker (6)        | Vlag van Verenigd Koninkrijk |    |
| 5      | Norbert Felsinger (5)     | Vlag van Oostenrijk          |    |
| 6      | Tilo Gutzeit (3)          | Vlag van Duitsland           |    |
| 7      | Manfred Schnelldorfer (4) | Vlag van Duitsland           |    |
| 8      | Hans Jürgen Bäumler (3)   | Vlag van Duitsland           |    |
| 9      | Peter Jonas (2)           | Vlag van Oostenrijk          |    |
| 10     | Lev Mikhajlov (3)         | Vlag van Sovjet-Unie         |    |
| 11     | Valentin Zakharov (3)     | Vlag van Sovjet-Unie         |    |
| 12     | Karl Bohringer (2)        | Vlag van Oostenrijk          |    |
| 13     | Francois Pache (4)        | Vlag van Zwitserland         |    |
| 14     | Pavel Fohler (2)          | Vlag van Tsjechië            |    |
| 15     | Jaromir Holan             | Vlag van Tsjechië            |    |
| 16     | Igor Persiantsev (3)      | Vlag van Sovjet-Unie         |    |
| 17     | Henryk Hanzel             | Vlag van Polen (1928-1980)   |    |
| 18     | Wouter Toledo             | Vlag van Nederland           |    |
| 19     | Marian Czakon             | Vlag van Polen (1928-1980)   |    |

| #      | naam (deelname)       | land                         | pc     |
| ------ | --------------------- | ---------------------------- | ------ |
| Goud   | Ingrid Wendl (4)      | Vlag van Oostenrijk          |        |
| Zilver | Hanna Walter (5)      | Vlag van Oostenrijk          |        |
| Brons  | Joan Haanappel (4)    | Vlag van Nederland           |        |
| 4      | Diana Carol Peach (3) | Vlag van Verenigd Koninkrijk |        |
| 5      | Jindra Kramperova (3) | Vlag van Tsjechië            |        |
| 6      | Sjoukje Dijkstra (3)  | Vlag van Nederland           |        |
| 7      | Karin Frohner         | Vlag van Oostenrijk          |        |
| 8      | Regine Heitzer        | Vlag van Oostenrijk          |        |
| 9      | Dany Rigoulet (2)     | Vlag van Frankrijk           |        |
| 10     | Anna Galmarini (2)    | Vlag van Italië              |        |
| 11     | Jana Docekalova (3)   | Vlag van Tsjechië            |        |
| 12     | Jitka Hlavackova (2)  | Vlag van Tsjechië            |        |
| 13     | Julia Golonkova       | Vlag van Tsjechië            |        |
| 14     | Petra Damm            | Vlag van Duitsland           |        |
| 15     | Rita Muller           | Vlag van Zwitserland         |        |
| 16     | Dorie Kirchhofer      | Vlag van Duitsland           |        |
| 17     | Nicole Erdos          | Vlag van Frankrijk           |        |
| 18     | Gabriele Weisert (2)  | Vlag van Duitsland           |        |
| 19     | Helga Zollner (2)     | Vlag van Hongarije           |        |
| 20     | Edda Jurek            | Vlag van Hongarije           |        |
| 21     | Krystyna Wasik        | Vlag van Polen (1928-1980)   |        |
| 22     | Jeannine Ferir        | Vlag van Nederland           |        |
| -      | Eszter Jurek (5)      | Vlag van Hongarije           | t.z.t. |

| #      | naam (deelname)                                | land                         | pc |
| ------ | ---------------------------------------------- | ---------------------------- | -- |
| Goud   | Vera Suchánková (4) Zdeněk Doležal (4)         | Vlag van Tsjechië            |    |
| Zilver | Nina Zjoek-Bakoesjeva (2) Stanislav Zjoek (2)  | Vlag van Sovjet-Unie         |    |
| Brons  | Joyce Coates (3) Anthony Holles (3)            | Vlag van Verenigd Koninkrijk |    |
| 4      | Marianne Nagy (10) Lászlo Nagy (10)            | Vlag van Hongarije           |    |
| 5      | Marika Kilius (4) Hans Jürgen Bäumler (3)      | Vlag van Duitsland           |    |
| 6      | Hana Dvorakova (2) Karol Vosatka (2)           | Vlag van Tsjechië            |    |
| 7      | Barbara Jankowska (3) Zygmond Kaczmarczyk (2)  | Vlag van Polen (1928-1980)   |    |
| 8      | Eszter Jurek (5) Miklos Kucharovits (2)        | Vlag van Hongarije           |    |
| 9      | Liesl Ellend (4) Konrad Lienert (4)            | Vlag van Oostenrijk          |    |
| 10     | Ludmila Belousova Oleg Protopopov              | Vlag van Sovjet-Unie         |    |
| 11     | Roswitha Mauerhofer (2) Gunther Mauerhofer (2) | Vlag van Oostenrijk          |    |
| 12     | Diana Hinko (2) Heinz Döpfl (2)                | Vlag van Oostenrijk          |    |
| 13     | Carolyn Krau (2) Rodney Ward (2)               | Vlag van Verenigd Koninkrijk |    |
| 14     | Marie Hezinova Karol Janouch                   | Vlag van Tsjechië            |    |
| 15     | Rita Paucka (3) Peter Kwiet (3)                | Vlag van Duitsland           |    |

| #      | naam (deelname)                           | land                         | pc |
| ------ | ----------------------------------------- | ---------------------------- | -- |
| Goud   | June Markham (3) Courtney Jones (3)       | Vlag van Verenigd Koninkrijk |    |
| Zilver | Catherine Morris (2) Michael Robinson (2) | Vlag van Verenigd Koninkrijk |    |
| Brons  | Barbara Thompson (3) Gerard Rigby (3)     | Vlag van Verenigd Koninkrijk |    |
| 4      | Christiane Guhel Jean Paul Guhel (4)      | Vlag van Frankrijk           |    |
| 5      | Lucia Zorn-Fischer (5) Rudolf Zorn (5)    | Vlag van Oostenrijk          |    |
| 6      | Catharina Odink (4) Jacobus Odink (4)     | Vlag van Nederland           |    |
| 7      | Annick de Trentinian Jacques Mer          | Vlag van Frankrijk           |    |
| 8      | Edith Peikert (5) Alois Mitterhuber (2)   | Vlag van Oostenrijk          |    |
| 9      | Rita Paucka (3) Peter Kwiet (3)           | Vlag van Duitsland           |    |
| 10     | Helga Michelmayer Gerald Felsinger        | Vlag van Oostenrijk          |    |
| 11     | Petra Seigerwald Hannes Burckhardt (2)    | Vlag van Duitsland           |    |
| 12     | Aranka Toth (2) Endre Toth (2)            | Vlag van Hongarije           |    |
| 13     | Svetlana Smirnova Leonid Gordon           | Vlag van Sovjet-Unie         |    |

Medaillewinnaars

Mannen · 
Vrouwen ·
Paren · 
IJsdansen

Toernooi

1891 · 
1892 · 
1893 · 
1894 · 
1895 · 
1896-1897 · 
1898 · 
1899 · 
1900 · 
1901 · 
1902-1903 · 
1904 · 
1905 · 
1906 · 
1907 · 
1908 · 
1909 · 
1910 · 
1911 · 
1912 · 
1913 · 
1914 · 
1915-1921 · 
1922 · 
1923 · 
1924 · 
1925 · 
1926 · 
1927 · 
1928 · 
1929 · 
1930 · 
1931 · 
1932 · 
1933 · 
1934 · 
1935 · 
1936 · 
1937 · 
1938 · 
1939 ·
1940-1946 · 
1947 · 
1948 · 
1949 · 
1950 · 
1951 · 
1952 · 
1953 · 
1954 · 
1955 · 
1956 · 
1957 · 
1958 · 
1959 · 
1960 · 
1961 · 
1962 · 
1963 · 
1964 · 
1965 · 
1966 · 
1967 · 
1968 · 
1969 · 
1970 · 
1971 · 
1972 · 
1973 · 
1974 · 
1975 · 
1976 · 
1977 · 
1978 · 
1979 · 
1980 · 
1981 · 
1982 · 
1983 · 
1984 · 
1985 · 
1986 · 
1987 · 
1988 · 
1989 · 
1990 · 
1991 · 
1992 · 
1993 · 
1994 · 
1995 ·
1996 · 
1997 · 
1998 · 
1999 · 
2000 · 
2001 · 
2002 · 
2003 · 
2004 · 
2005 · 
2006 ·
2007 ·
2008 ·
2009 ·
2010 ·
2011 ·
2012 ·
2013 ·
2014 ·
2015 ·
2016 ·
2017 ·
2018 ·
2019 ·
2020 ·
2021 · 
2022 · 
2023 · 
2024 · 
2025

WK kunstschaatsen ·
WK kunstschaatsen junioren ·
Viercontinentenkampioenschap ·
Olympische Spelen